# 高石塔站
高石塔站位于重庆市渝北区，是重庆轨道交通4号线车站，车站编号4/20。

## 结构
高石塔站为地下岛式车站。

## 接驳公交
- 轨道高石塔站
  - 978路
  - 983路
  - 985路
  - 9602路